# Edmund Przegaliński

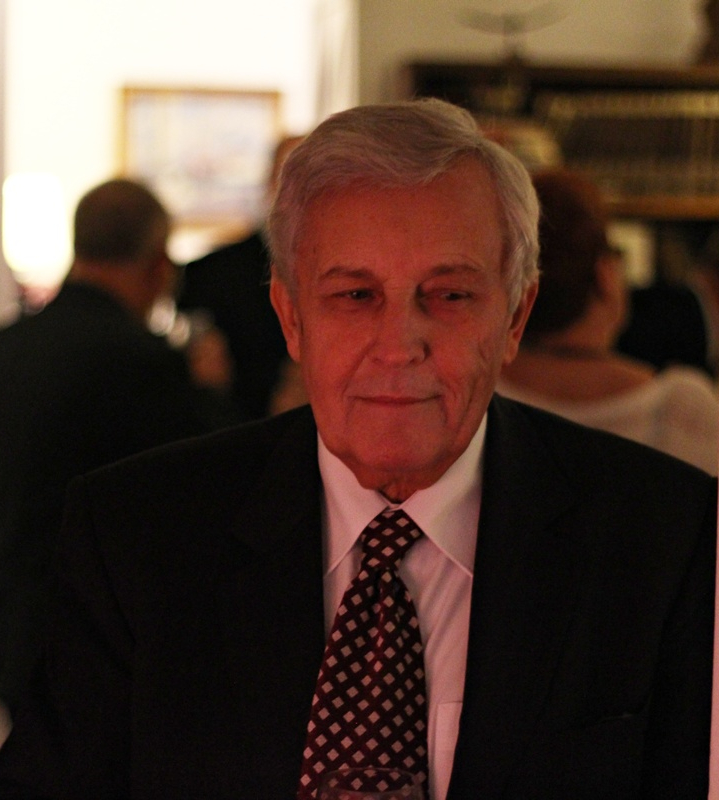
Edmund Przegaliński, 2014

Edmund Konrad Przegaliński (ur. 26 listopada 1937 w Biłgoraju, zm. 13 lipca 2025 w Krakowie) – polski neuropsychofarmakolog, profesor nauk medycznych, członek Polskiej Akademii Nauk i Polskiej Akademii Umiejętności, w latach 1993–2007 dyrektor Instytutu Farmakologii PAN.

## Życiorys
Urodził się w 1937 roku w Biłgoraju.
Ukończył studia na Akademii Medycznej w Lublinie w 1961 roku. Stopień doktora nauk medycznych uzyskał w 1968 po obronie pracy Własności farmakologiczne nowych pochodnych hydantoiny i thiohydantoiny, a habilitował się w 1975 roku na podstawie oceny dorobku naukowego i rozprawy Rola 5-hydroksytryptaminy w zachowaniu się progu drgawkowego oraz w działaniu leków przeciwdrgawkowych. W 1983 roku został mianowany profesorem nadzwyczajnym.
W latach 1961–1976 był adiunktem na Akademii Medycznej w Lublinie. W latach 1971–1972 odbył staż naukowy pracując w Instytucie Farmakologii Uniwersytetu w Mediolanie. Od 1976 roku związany był z Instytutem Farmakologii PAN (wówczas jeszcze był to Zakład Farmakologii) w Krakowie. W 1983 roku został tam profesorem, a 1 stycznia 1993 roku, po przejściu na emeryturę profesora Jerzego Maja, został mianowany dyrektorem Instytutu.
W 1991 roku został wybrany członkiem korespondentem Polskiej Akademii Nauk, w 2004 roku jej członkiem rzeczywistym. W 1991 roku został wybrany członkiem Polskiej Akademii Umiejętności.
W 2006 roku został mianowany tytułem doktora honoris causa Śląskiego Uniwersytetu Medycznego w Katowicach. Został odznaczony: Złotym Krzyżem Zasługi (1984), Krzyżem Kawalerskim Orderu Odrodzenia Polski (1991) oraz Krzyżem Oficerskim Orderu Odrodzenia Polski (2002).
Został pochowany na cmentarzu komunalnym Bronowice-Pasternik.

## Wybrane publikacje
- The effect of chronic treatment with antidepressant drugs on salbutamol-induced hypoactivity in rats (współautorzy: L. Baran, J. Siwanowicz), „Psychopharmacology”, 80, 1983;
- Hypotheses concerning the mechanism of action of antidepressant drugs (współautorzy: J. Maj, E. Mogilnicka), „Reviews of Physiology, Biochemistry & Pharmacology”, 100, 1984;
- Monoamines and the pathophysiology of seizure disorders. W: Handbook of Experimental Pharmacology, vol. 74, Eds. H. H. Frey, D. Janz (1985);
- The role of hippocampal 5-hydroxytryptamine 1A (5-HT1A) receptors in the anticonflict activity of beta-adrenoceptor antagonists (współautorzy: E. Tatarczyńska, E. Chojnacka-Wójcik), „Neuropharmacology”, 34, 1995;
- Effects of 5-HT(1B) receptor ligands microinjected into the accumbal shell or core on the sensitization to cocaine in rats (współautorzy: J. Siwanowicz, I. Papla, M. Filip), „European Neuropsychopharmacology”, 12, 2002.